# Batman: Gotham lovagja
Batman: Gotham lovagja egy 2008-as anime stílusú szuperhősfilm, mely a DC Comics képregénykiadó népszerű szuperhőséről, Batmanről szól és 6 részből áll. A film követi Christopher Nolan Batman trilógiájának realisztikus stílusát, így a cselekmény könnyen beilleszthető a Batman: Kezdődik! és a Sötét Lovag filmek közé, bár a producerek szerint nem feltétlen van a mozifilmekhez köze.
Történetében Batman megküzd a gothami alvilággal és a bűnözőkkel.
A film 13-as korhatár besorolást kapott, ezzel a második Batman film, melynek ekkora a besorolása (első a Batman of the Future: Joker visszatér volt), egyben az első olyan, mely más Batman filmekhez bármilyen szinten is kapcsolódott.

## Részek

### Hatalmas sztorim van
A részt Josh Olson rendezte.

#### Történet
A történet szerint négy utcagyerek találkozik. Elmondják egymásnak történeteiket, melyben találkoztak Batmannel, ámde mind máshogyan írják le a szuperhőst. Míg az egyik egy élőárnyékként írja le, a másik repülő mutánsnak, a harmadik robotnak mondja. Közvetlen ezek után az épületbe, ahol találkoztak, beront Batman, aki éppen egy ellenségével küzd. A maszkos férfi eldob egy gázbombát, melynek hatására Batman nem veszi észre, mikor a háta mögé ólálkodik és megpróbálja leszúrni. A denevérembert a negyedik fiú megmenti, mivel gördeszkájával leüti a bűnözőt.

#### Szereposztás
- Kevin Conroy mint Batman/Bruce Wayne
- Jason Marsden – rendőr
- Scott Menville – B-Devil
- George Newbern – maszkos bűnöző
- Corey Padnos – Porkchop
- Crystal Scales – Meesh
- Alanna Ubach – Dander
- Hynden Walch – egy nő

### Kereszttűz
A részt Greg Rucka írta.

#### Történet
Anna Ramirez és Crispus Allen a gotham-i rendőrség belső ügyosztályának tagjai, melyet James Gordon hadnagy hozott létre. A két nyomozót azzal bízták meg, hogy az Arkham Elmegyógyintézetbe szállítsanak vissza egy szökött beteget, Jacob Feely-t, a Fekete Ruhás bűnözőt, akit Batman korábban elkapott (a Hatalmas sztorim van című történetben). A feladat elvégzése után Allen és Ramirez Batmanről vitatkoznak: Allen elítéli Batman igazságosztói tevékenységét, Ramirez szerint viszont jobb hellyé tette a várost. Azonban, mikor egy elhagyatott területre érkeznek, egy hatalmas tűzharcba keverednek, mely az orosz maffia és Sal Maroni bandája között zajlik. Maroni emberei meghalnak, Maroni pedig a két rendőr autója mögé bújik, de azt az Orosz, Yuriy Dimitrov egy rakétavetővel lelövi. Maroni és Ramirez még időben megmenekülnek, míg Allen-t Batman menti meg, aki rögtön elintézi az oroszokat. Maroni túszul ejti Ramirez-t, azzal fenyegetőzve, hogy megöli, de Batman lefegyverzi a gengsztert. Felismeri Ramirez-t és Allen-t, mint Gordon csapatának tagjait, azt mondja, hogy Gordon jó emberismerő, majd eltűnik.

#### Szereposztás
- Kevin Conroy – Batman
- Jim Meskimen – James Gordon
- Ana Ortiz – Anna Ramirez
- Corey Burton – Yuri Dimitrov
- Gary Dourdan – Crispus Allen
- Jason Marsden – egy orvos
- Scott Menville – egy zsaru
- Pat Musick – egy hírolvasó
- Rob Paulsen – Sal Maroni
- Andrea Romano – egy forgalomirányító

### Terepgyakorlat
A részt Jordan Goldberg írta.

#### Történet
Miután a Waynecom egy új

#### Szereposztás
- Kevin Conroy – Bruce Wayne / Batman
- Corey Burton – Yuri Dimitrov, Ronald Marshall
- Will Friedle – Anton
- George Newbern – Guido
- Rob Paulsen – Sal Maroni
- Kevin Michael Richardson – Lucius Fox

### A sötétség lakója
A részt David Goyer írta.

#### Szereposztás
- Kevin Conroy – Batman
- Gary Dourdan – Crispus Allen
- Jim Meskimen – James Gordon
- Ana Ortiz – Anna Ramirez
- Corey Burton – The Scarecrow
- Will Friedle – egy szektás
- Brian George – O'Fallon
- George Newbern – egy férfi
- Rob Paulsen – Vakondember

### A fájdalom segít
A részt Brian Azzarello írta.

#### Szereposztás
- Kevin Conroy – Bruce Wayne / Batman
- David McCallum – Alfred Pennyworth
- Will Friedle – 1. fiatal
- Brian George – Arman, ápolatlan férfi
- Jason Marsden – 2. fiatal
- Parminder Nagra – Cassandra
- George Newbern – 3. fiatal
- Rob Paulsen – 4. fiatal
- Kevin Michael Richardson – Avery, sérült férfi
- Hynden Walch – Cassandra fiatalon

### Lövész
A részt Alan Burnett írta.

#### Szereposztás
- Kevin Conroy – Bruce Wayne / Batman
- Hynden Walch – Bruce Wayne fiatalon, kampányoló nő
- Gary Dourdan – Crispus Allen
- Jim Meskimen – James Gordon, Floyd Lawton / Lövész
- David McCallum – Alfred Pennyworth
- Jason Marsden – Thomas Wayne, egy orvos
- Pat Musick – hírolvasó
- Kevin Michael Richardson – vaskos férfi
- Andrea Romano – Martha Wayne